# Elezioni europee del 2019 in Slovacchia
Le elezioni europee del 2019 in Slovacchia si sono tenute domenica 26 maggio per eleggere i 13 membri del Parlamento europeo spettanti alla Slovacchia. Tale numero di seggi è stato aumentato a 14 nel febbraio 2020, in seguito all'uscita del Regno Unito dall'Unione europea.

## Risultati
| Liste  | Liste                                                                           | Gruppo   | Voti    | %     | Seggi |
| ------ | ------------------------------------------------------------------------------- | -------- | ------- | ----- | ----- |
|        | PS - SPOLU • Slovacchia Progressista (PS) • Insieme – Democrazia Civica (SPOLU) | - RE PPE | 198.255 | 20,11 | 4 2   |
|        | Direzione - Socialdemocrazia (Smer)                                             | S&D      | 154.996 | 15,72 | 3     |
|        | Partito Popolare Slovacchia Nostra (L'SNS)                                      | NI       | 118.995 | 12,07 | 2     |
|        | Movimento Cristiano-Democratico (KDH)                                           | PPE      | 95.588  | 9,69  | 1     |
|        | Libertà e Solidarietà (SaS)                                                     | ECR      | 94.839  | 9,62  | 2     |
|        | Gente Comune (OL'aNO)                                                           | PPE      | 51.834  | 5,25  | 1     |
|        | Partito della Comunità Ungherese (SMK)                                          | -        | 48.929  | 4,96  | -     |
|        | Partito Nazionale Slovacco (SNS)                                                | -        | 40.330  | 4,09  | -     |
|        | Unione Cristiana (KÚ)                                                           | -        | 37.974  | 3,85  | -     |
|        | Siamo una Famiglia (Sme Rodina)                                                 | -        | 31.840  | 3,23  | -     |
|        | Most-Híd                                                                        | -        | 25.562  | 2,59  | -     |
|        | Democrazia Cristiana - Vita e Prosperità (KDŽP)                                 | -        | 20.374  | 2,06  | -     |
|        | Altri <1,00%                                                                    | -        | 66.164  | 6,71  | -     |
| Totale | Totale                                                                          | Totale   | 985.680 | 100   | 13    |

- Il seggio ulteriore spettante alla Slovacchia è stato attribuito al Movimento Cristiano-Democratico.